# Stadion im. Tadeusza Ślusarskiego w Otwocku
Stadion im. Tadeusza Ślusarskiego – wielofunkcyjny stadion w Otwocku. Pierwotnie nosił imię Jóżefa Piłsudskiego. Obecnie jest używany do rozgrywania zawodów lekkoatletycznych oraz meczów piłki nożnej. Na co dzień mecze rozgrywa tu drużyna Start Otwock. Stadion mieści 3000 widzów. Wokół stadionu znajduje się bieżnia. Jest on także wyposażony w dwa boiska boczne, korty tenisowe i restaurację.